# Boroec
Boroec (mazedonisch Бороец; albanisch definit Boroveci, indefinit Borovec; türkisch Boroveç) ist ein Haufendorf im nördlichen Teil der Gemeinde Struga in der Region Südwesten in Nordmazedonien.
Laut der Volkszählung 2021 hatte der Ort 565 Einwohner, von denen sich 153 als Türken, 103 als Albaner, 47 als Mazedonier und 143 als einer anderen Ethnie angehörig (mehrheitlich Torbeschen) erklärten. Die meisten Einwohner bekannten sich zum Islam, ein kleinerer Teil zum orthodoxen Christentum.
Nachbardörfer sind im Nordwesten Jablanica, im Südosten Tašmaruništa und im Süden Labuništa. Rund einen Kilometer östlich fließt der Schwarze Drin auf etwa 690 m, wohingegen Boroec am Ostfuß des Jablanica-Gebirges zwischen 900 m und 960 m Höhe liegt.
Der Ort ist über eine kurvenreiche, vier Kilometer lange Straße von Labuništa her zu erreichen.